# Yaginumaella originalis
Yaginumaella originalis is een spinnensoort uit de familie springspinnen (Salticidae). De soort komt voor in Myanmar.